# Kim Andersen (sejlsportsmand)
 For alternative betydninger, se Kim Andersen. (Se også artikler, som begynder med Kim Andersen)
Kim Andersen (født 10. august 1957) er en dansk tidligere sejlsportsmand og nuværende -leder, der i november 2016 blev valgt til præsident for World Sailing, det internationale sejlsportsforbund. I sit civile liv er Andersen vicepræsident i MT Højgaard.

## Sportslig karriere
Kim Andersen begyndte at sejle som 12-årig og deltog i en række internationale mesterskabskonkurrencer. Han blev europamester i drage i 2011 og vandt bronze i samme disciplin ved EM i 2013. På sidelinjen var han holdleder for den danske sejldelegation ved sommer-OL 2000 i Sydney.
På det organisatoriske plan blev Andersen i 2000 valgt ind i ISAFs (tidligere navn for World Sailing) council, hvor han har siddet siden, indtil han i 2015 blev valgt til præsident. 2012-2016 var han formand for organisationens udstyrskomité.